# Gladiolus cardinalis
Gladiolus cardinalis là một loài thực vật có hoa trong họ Diên vĩ. Loài này được Curtis miêu tả khoa học đầu tiên năm 1790.